# 新潟県道431号仙納徳合線

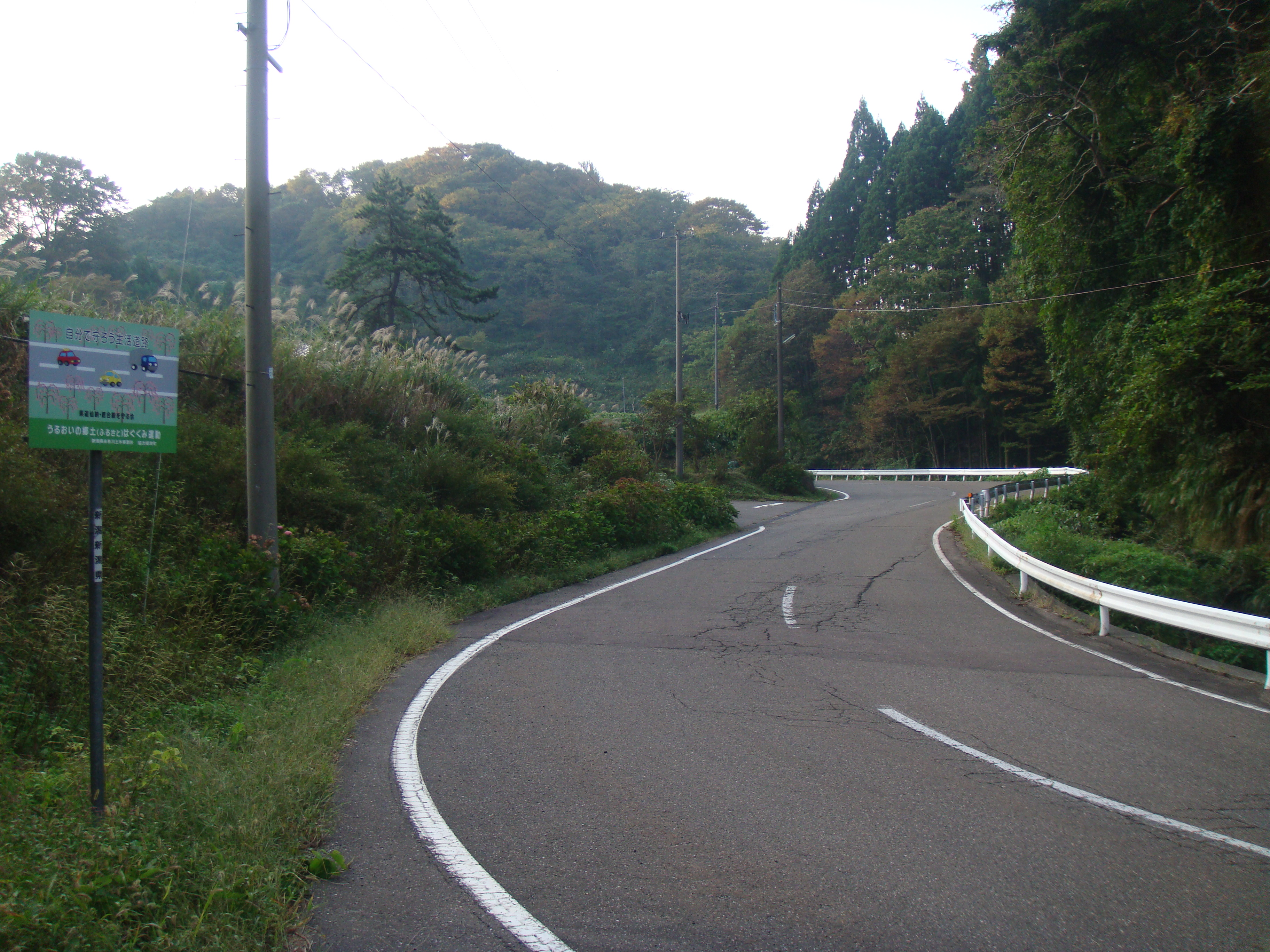
糸魚川市徳合にて、同市仙納方面を望む
（2011年（平成23年）10月撮影）

新潟県道431号仙納徳合線（にいがたけんどう431ごう せんのうとくあいせん）は、新潟県の糸魚川市内を通る一般県道である。

## 概要
糸魚川市東部の能生地域の最東端の集落を結ぶ。
起点のある糸魚川市仙納は二級河川筒石川の最上流部の左岸に位置する標高約200mの集落である。ここから筒石川を渡って筒石川流域を離れ、二級河川徳合川流域に入る。糸魚川市徳合の各集落（中村、江代および大村）を結び、徳合川に沿って終点のある浜徳合に至る。浜徳合は徳合の小字であり、一帯は隣接する筒石と合わせて、砂岩泥岩互層が形成されており、ジオパークに認定されている。
桜並木の路線が平成19年に国土交通省の日本風景街道に登録。平成29年には「１００年の景観づくり「枝垂れ桜の咲く里への回り道」」で、手づくり郷土賞受賞。

### 路線データ
- 起点：新潟県糸魚川市大字仙納1897-1
- 終点：新潟県糸魚川市大字徳合7448（＝国道8号交点）

## 路線状況
全線舗装されている。
規格改良に関しては、全区間の約82.6%（3.5428km＝3542.8m）が未改良である。大半の区間の車道は幅員狭小であり、全体の約85.1%（3.6479km＝3647.9m）は幅員5.5m未満である。歩道は全く設置されていない。

## 地理

### 通過する自治体
- 新潟県
糸魚川市

### 交差する道路
- 新潟県道542号上越糸魚川自転車道線（久比岐自転車歩行者道）（糸魚川市徳合）
- 国道8号（糸魚川市徳合：終点）

### バス路線
- 糸魚川バス（能生徳合線：仙納 - 徳合崎）

### 沿線
- えちごトキめき鉄道日本海ひすいライン 頸城トンネル
- 北陸自動車道 筒石トンネル、名立大町トンネル
- 糸魚川ジオパーク 筒石・浜徳合ジオサイト